# Zigmantas Benjaminas Kazakevičius
Zigmantas Benjaminas Kazakevičius (* 21. Oktober 1942 in Skriaudžiai, Rajongemeinde Prienai) ist ein litauischer sozialdemokratischer Politiker. Er ist ehemaliger Vorsteher des Bezirks Kaunas.

## Leben
Nach dem Abitur absolvierte Zigmantas Benjaminas Kazakevičius 1968 das Diplomstudium am Lietuvos kūno kultūros institutas in Kaunas und 1975 das Studium an der Parteihochschule in Leningrad. Von 1979 bis 1990 war er Vizebürgermeister der Stadtgemeinde Kaunas. 2003 arbeitete er als Vizeminister am Innenministerium Litauens und von 2004 bis 2006 leitete er den Bezirk Kaunas. 
Ab 1990 war er Mitglied von Lietuvos demokratinė darbo partija und ab 2001 der LSDP. 
Von 1994 bis 1995 war er Deputat im Stadtrat Kaunas.